# 2 Dywizja Górska (III Rzesza)
2 Dywizja Górska (niem. 2. Gebirgs-Division) – niemiecka dywizja górska z okresu II wojny światowej.

## Historia
Została utworzona rozkazem z dnia 1 kwietnia 1938 w Innsbrucku na bazie rozformowanej 6 Dywizji armii Republiki Austriackiej.
Zmobilizowana pod koniec sierpnia 1939. Brała udział w kampanii wrześniowej w składzie Grupy Armii Południe, następnie walczyła podczas inwazji na Norwegię w jej centralnej części. Po marszu z Trondheim do Narwiku odblokowała okrążoną 3 Dywizję Górską. Po kapitulacji Norwegii dywizja została użyta do jej okupacji, aż do inwazji Niemiec na ZSRR w 1941. Walczyła w północnej części frontu wschodniego do 1944, kiedy to została wysłana do Danii. Później walczyła przeciwko aliantom zachodnim (brała udział w ciężkich walkach w pobliżu miasta Trewir i Philippsburg – Heilbronn). Wojnę zakończyła w Wirtembergii, część dywizji skapitulowała także w Tyrolu.

## Dowódcy dywizji
- generał Valentin Feurstein (1938 – 4 marca 1941)
- generał Ernst Schlemmer (8 marca 1941 – 1 stycznia 1942)
- generał Georg Ritter von Hengl (1 stycznia 1942 – 1 października 1943)
- generał Hans Degen (1 października 1943 – 6 lutego 1945)
- generał Willibald Utz (6 lutego – 8 maja 1945)

## Struktura organizacyjna

### w 1939
- 136 pułk strzelców górskich (Gebirgsjäger-Regiment 136)
- 137 pułk strzelców górskich (Gebirgsjäger-Regiment 137)
- 140 pułk strzelców górskich (Gebirgsjäger-Regiment 140)
- 111 pułk artylerii górskiej (Gebirgs-Artillerie-Regiment 111)
- 11 batalion rozpoznawczy (Aufklärungs-Abteilung 11)
- 47 górski dywizjon artylerii przeciwpancernej (Gebirgs-Panzerabwehr-Abteilung 47)
- 82 górski batalion pionierów (Gebirgs-Pionier-Bataillon 82)
- 67 dywizyjny górski batalion łączności (Gebirgs-Divisions-Nachrichten-Abteilung 67)

### w 1944
- 136 pułk strzelców górskich (Gebirgsjäger-Regiment 136)
- 137 pułk strzelców górskich (Gebirgsjäger-Regiment 137)
- 140 pułk strzelców górskich (Gebirgsjäger-Regiment 140)
- 111 pułk artylerii górskiej (Gebirgs-Artillerie-Regiment 111)
- 67 batalion rozpoznawczy (Aufklärungs-Abteilung 67)
- 67 górski dywizjon niszczycieli czołgów (Gebirgs-Panzerjäger-Abteilung 55)
- 82 górski batalion pionierów (Gebirgs-Pionier-Bataillon 82)
- 67 dywizyjny górski batalion łączności (Gebirgs-Divisions-Nachrichten-Abteilung 67)